# Caripe (gemeente)
Caripe is een gemeente in de Venezolaanse staat Monagas. De gemeente telt 40.000 inwoners. De hoofdplaats is Caripe. 